# Eukiefferiella scutellata
Eukiefferiella scutellata är en tvåvingeart som beskrevs av Lars Zakarias Brundin 1956. Eukiefferiella scutellata ingår i släktet Eukiefferiella och familjen fjädermyggor. Inga underarter finns listade i Catalogue of Life.